# 葡萄牙社會傳播部
葡萄牙社會傳播部（葡萄牙語：Ministério da Comunicação Social），又譯葡萄牙新聞部，是葡萄牙第一至六屆臨時政府以及第四至五屆憲法政府的一個部門。